# Peter Scott-Morgan
Peter B. Scott-Morgan (16. dubna 1958 – 15. června 2022) byl americký vědec anglického původu, který trpěl Lou Gehrigovou nemocí a který sám sebe popsal jako lidského kyborga.
V roce 2020 se stal námětem pro dokumentární film stanice Channel 4 Peter: The Human Cyborg.

## Vzdělání
Scott-Morgan studoval při King's College School ve Wimbledonu, kde byl jmenován reprezentantem školy. Zde také získal titul bakalář přírodních věd (BSc). V roce 1986 se stal prvním studentem v historii, kterému byl udělen doktorát od oddělení robotiky ve Spojeném království. Jeho disertační práce nesla název „A technical and managerial methodology for robotisation: an approach to cost-effective introduction of robotics technology into industry with particular reference to flexible assembly systems“ (Technická a manažerská metodologie robotizace: postup k ekonomickému uvedení technologie robotiky do průmyslových oborů se zvláštním zaměřením na flexibilní montážní systémy). Mimo jiné byl nositelem titulů CEng (Chartered Engineer) a CITP (Chartered IT Professional).

## Osobní život
Scott-Morgan a jeho manžel Francis byli párem již od roku 1979. 21. prosince 2005 vstoupili jakožto první homosexuální pár ve Spojeném království do registrovaného partnerství. O devět let později, 10. prosince 2014, v 8:30 místního času jako první homosexuální pár ve Spojeném království zpětně převedli své partnerství do manželství.
Scott-Morgan zemřel 15. června 2022, obklopen svou rodinou.

## Vybrané publikace
- SCOTT-MORGAN, Peter. Peter 2.0. [s.l.]: Michael Joseph, 2021. ISBN 978-0241447093.